# イェルク・デームス
イェルク・デームス（Jörg Demus, 1928年12月2日 - 2019年4月16日）は、オーストリアのピアニスト。日本では、パウル・バドゥラ＝スコダとフリードリヒ・グルダとともに「ウィーン三羽烏」と呼ばれる。ザンクト・ペルテン出身。

## 経歴
11歳の時にウィーン音楽アカデミーに入学、そこでヴァルター・ケルシュバウマーの教えを受ける。同院ではハンス・スワロフスキー、ヨーゼフ・クリップスから指揮を、ヨーゼフ・マルクスから作曲を学んでいる。1942年、在学中に楽友協会で演奏しデビューするが、1945年に卒業した後もパリでイヴ・ナットに師事、その後ザルツブルク音楽院のマスタークラスでヴァルター・ギーゼキングに教えを請うなど研鑽を積む。ヴィルヘルム・ケンプ、アルトゥーロ・ベネデッティ・ミケランジェリ、エトヴィン・フィッシャーの教えを受けたことでも知られる。
1953年ウィーンで本格的な活動を開始し、1956年のブゾーニ国際コンクールで優勝、世界的なピアニストとなる。カラヤンや小澤征爾などの指揮の下で演奏することを好んだが、ソロとしてもバッハ、モーツァルト、シューマンなどドイツ人作曲家の音楽を弾いて活躍した。また室内楽や歌手の伴奏者も務め、エリーザベト・シュヴァルツコップやディートリヒ・フィッシャー＝ディースカウ、ヨーゼフ・スークらのパートナーとして知られた。ヨーロッパ、アメリカはもちろん、オーストラリア、アジアへも頻繁にツアーを行い、日本へも毎年来日している。
2011年春、東日本大震災後に多くの海外アーティストが日本でのコンサートを中止、延期する中で、来日し、コンサートを行ったことでも話題になった。
モダン楽器と古楽器の用法を演奏し、同じく古楽器に関心のあるパウル・バドゥラ＝スコダとしばしば共演した。ベートーヴェンのピアノ・ソナタの解釈についての共著も出している（Die Klaviersonaten von Ludwig van Beethoven. Brockhaus、1970年）。
2019年4月16日、死去。90歳没。

## 家族
父親は美術史家のオットー・デームス(de:Otto Demus)、母親はバイオリニストのルイーゼ・デームス（Luise Demus ）。